# コミュニティー・リレーションズ
コミュニティー・リレーションズ（community relations、略称はCR）とは、
- 企業や行政が地域住民と良好な関係を築く為に行う広報活動のこと。
- 警察、とりわけ公安警察が1971年から1972年にかけて推進した公安活動の為の地域住民対策のこと。CR作戦、CR活動（コミュニティ・リレーションズ活動）[1]とも称され、本項で詳述する。

## CR導入の背景
1960年代からの大学紛争の興隆に伴い大学生を中心に共産主義的な主張を行う組織が数多く生まれ、一部の組織ではその活動が過激化していた。しかし、過激派対策を行う公安警察は相次ぐ過激派による事件に手を焼いていた。その上、事件の捜査を行うにしても、地域住民の多くは警察の公安活動への反応は冷淡で、捜査の進捗状況は芳しくなかった。
そうした状況を打破すべく、公安警察を中心に導入されたのがコミュニティー・リレーションズ(CR)である。

## CRとは何か
前述のように、学生運動は過激化の一途を辿っているにも拘らず地域住民は公安活動への反応は冷淡であった。
CRとはそうした地域住民の対応を転換すべく実施された警察から地域住民への広報活動である。
そうした広報活動では地域住民の過激派に対する警戒心を促し、捜査協力や情報提供を奨励するものであった。CRは言うなれば、公安活動の為に地域住民を強力な味方につけると同時に過激派に対する一種の地域相互監視装置の構築を目指したものであった。

### CRの手法
- 過激派に対する注意を促すポスタービラの大量配布。また、それらを交番や駅、郵便局のような身近な公共施設での張り紙を行う。
- 過激派の動向に関する情報を積極的に提供する。
- 「この顔にピンときたら110番」のようにテレビを利用しての広報活動。
- 地域住民への公安活動の為の聞き込みの強化。
- 都市部でのアパートやマンションへのローラー作戦（全棟全室への聞き込み）を展開する。

などが、挙げられる。

## CRの成果
こうした広報活動の成果は徐々に目に見える形で表出した。

一時は、過激派対策に手を焼いていた公安警察も更に過激派対策を強化することが可能となった。
副次的な成果としては、警察が地域住民を味方につけたことによって一部の過激派を含む左翼活動全般が大衆レベルでの支持を急速に失うこととなった。そのため、過激派活動も自ずと縮小せざるをえない状況に追い込まれた。
その後、過激派活動はより一層の先鋭化を見せた。それに伴って、暴力行為も地域住民に対してではなくハイジャックのような海外での活動や、あさま山荘事件や内ゲバのような組織内部へとその矛先をシフトすることとなった。